# Reichsleitung
El Reichsleitung (Liderazgo del Reich) era el máximo órgano de dirección del Partido Nacionalsocialista Obrero Alemán (NSDAP), que fue establecido por Adolf Hitler después de su ascenso al poder en Alemania. El Reichsleitung era la dirección general del partido que estaba compuesta por los líderes más importantes del NSDAP, incluyendo a Hitler, y era responsable de establecer la política general del partido y de tomar decisiones estratégicas, También era responsable de la coordinación de actividades del partido a nivel nacional y de la supervisión de las organizaciones regionales del partido.
El Reichsleitung estaba dividido en varios departamentos, cada uno responsable de un área específica de la política del partido, como la propaganda, la organización, la política exterior, etc. En la práctica, el Reichsleitung se reunió muy pocas veces después de 1934, y Hitler tomó decisiones importantes sin consultar al Reichsleitung. A medida que avanzaba la guerra, el Reichsleitung se convirtió en una institución cada vez más simbólica, y el poder real se concentró en manos de Hitler y sus colaboradores más cercanos, miembros de la Cancillería del NSDAP. Después de la muerte de Hitler en 1945 y de la derrota de Alemania en la guerra, el Reichsleitung se disolvió y muchos de sus miembros fueron arrestados y juzgados por sus crímenes de guerra. 

## Funciones y responsabilidades
El Reichsleitung era responsable de establecer la política general del partido y de tomar decisiones estratégicas. También era responsable de la coordinación de las actividades del partido a nivel nacional, y de la supervisión de las organizaciones regionales del partido.

## Estructura
El Reichsleitung estaba compuesto por los líderes más importantes del NSDAP, incluyendo a Adolf Hitler, el Führer del partido. Estaba dividido en varios departamentos y oficinas, cada uno responsable de un área específica de la política del partido. 

### Cancillería del Partido
La Cancillería del Partido era el órgano central superior del Reichsleitung, con funciones administrativas, cuya función era la coordinación de las actividades del partido a nivel nacional y como oficina de asesoramiento para Hitler.

### Oficina de Asuntos Exteriores
Responsable de la política exterior del partido y de la coordinación con otros partidos y organizaciones internacionales.

### Oficina de Propaganda
Responsable de la propaganda y la publicidad del partido.

### Oficina de Organización
Responsable de la organización y estructura del partido.